# Pseudohadena presbytis
Pseudohadena presbytis är en fjärilsart som beskrevs av George Francis Hampson 1910. Pseudohadena presbytis ingår i släktet Pseudohadena och familjen nattflyn. Inga underarter finns listade.